# Тібо Вьйон
Тібо Вьйон (фр. Thibaut Vion, нар. 11 грудня 1993, Мон-Сен-Мартен) — французький футболіст, захисник болгарського клубу ЦСКА (Софія).
Виступав за юнацькі збірні Франції.

## Клубна кар'єра
Народився 11 грудня 1993 року в місті Мон-Сен-Мартен. Вихованець футбольної школи клубу «Мец».
У дорослому футболі дебютував 2012 року у Португалії виступами за команду «Порту Б», у якій провів два сезони, взявши участь у 43 матчах чемпіонату. 
2014 року повернувся до рідного «Мец», кольори якого захищав до 2017 року із перервою на сезон 2015/16, проведений у Бельгії за «Серен».
З 2017 року три сезони захищав кольори клубу «Ніор». Більшість часу, проведеного у складі «Ніора», був основним гравцем захисту команди.
До складу болгарського ЦСКА (Софія) приєднався 2020 року. Станом на 25 серпня 2021 року відіграв за армійців з Софії 20 матчів у національному чемпіонаті.

## Виступи за збірні
У 2011 році дебютував у складі юнацької збірної Франції (U-19), загалом на юнацькому рівні взяв участь у 19 іграх, відзначившись 4 забитими голами.
У складі збірної 20-річних був учасником Молодіжного чемпіонату світу 2013, на якому французи здобули чемпіонський титул.

## Титули і досягнення
- Володар Кубка Болгарії (1):

ЦСКА (Софія): 2020-2021
- Чемпіон світу (U-20): 2013